# 落合町 (東京府)
落合町（おちあいまち）は、東京府豊多摩郡にかつて存在した町である。

## 地理
ほとんどが武蔵野台地を構成する豊島台上にあるが、妙正寺川・神田川の周辺には谷底平野が形成されている。この2つの川は当地で合流しており、地名の「落合」の由来にもなっている。

## 歴史
- 1889年（明治22年）5月1日 - 町村制施行により、上落合村、下落合村の大部分及び葛ヶ谷村が合併し、南豊島郡落合村が発足。下落合村の一部（字八反前）が北豊島郡高田村に、飛地の字三軒家が同郡長崎村にそれぞれ編入。
- 1896年（明治29年）4月1日 - 南豊島郡および東多摩郡が合併し豊多摩郡となる。
- 1924年（大正13年）2月1日 - 落合村が町制施行し落合町となる。
- 1932年（昭和7年）10月1日 - 東京市に編入され消滅、淀橋区の一部となる。

### 町名の変遷
淀橋区成立時の町名改称は以下のとおり。
| 実施後       | 実施年月日    | 実施前（いずれも特記ない場合は全域）                                       |
| ------------ | ------------- | -------------------------------------------------------------------------- |
| 上落合一丁目 | 1932年10月1日 | 大字上落合字前田・八幡耕地・下田・伊勢宮下・前川向                         |
| 上落合二丁目 | 1932年10月1日 | 大字上落合字大塚・栗原下・三ノ輪                                           |
| 下落合一丁目 | 1932年10月1日 | 大字下落合字東耕地・丸山・新田                                             |
| 下落合二丁目 | 1932年10月1日 | 大字下落合字中原・本村・南耕地・向田・戶塚                                 |
| 下落合三丁目 | 1932年10月1日 | 大字下落合字不動谷・伊勢原・前谷戶、大字上落合字北川向（一部）             |
| 下落合四丁目 | 1932年10月1日 | 大字下落合字大原・小上・大上（一部）、大字上落合字北川向（一部）           |
| 下落合五丁目 | 1932年10月1日 | 大字葛ヶ谷字御靈下、大字下落合字葛ヶ谷（一部）、大字上落合字北川向（一部） |
| 西落合一丁目 | 1932年10月1日 | 大字葛ヶ谷字東・北耕地・西耕地                                             |
| 西落合二丁目 | 1932年10月1日 | 大字葛ヶ谷字中通・前耕地、大字下落合字大上（一部）・葛ヶ谷（一部）         |
| 西落合三丁目 | 1932年10月1日 | 大字上落合字四村                                                           |

## 地域
- 大字名
小字名（地番）
- 上落合
前田（1-160）、八幡（161-269）、下田（270-401）、伊勢宮下（402-539）、大塚（540-567）、東原下（568-794）、三之輪（795-900）、北川向（901-929）、四村（930-991）
- 下落合
東（1-273）、丸山（274-417）、新田（418-562）、中原（563-666）、本村（667-885）、南（886-1072）、不動谷（1073-1383）、伊勢原（1384-1522）、大原（1523-1723）、前谷戸（1724-1912）、小上（1913-2142）、大上（2143-2349）、向田（2350-2369）、戸塚飛地（2370-2378）、葛ヶ谷飛地（2414-2420）
- 葛ヶ谷
東耕地（1-91）、北耕地（92-280）、西耕地（281-420）、仲通（421-506）、前耕地（507-794）、御霊下（795-903）

## 交通

### 鉄道
- 西武鉄道
  - 村山線
    - 下落合駅 - 中井駅

## 教育機関
- 目白中学校
- 落合町青年訓練所
- 落合第一尋常高等小学校
- 落合第二尋常小学校
- 落合第三尋常小学校

## 出身・ゆかりのある人物
- 堤康次郎（西武創業者、衆議院議員） - 住所は下落合[2]。
- 福室郷次（共立土地建物専務取締役） - 住所は上落合[3]。

## 関連文献
- 斎藤長秋 編「巻之四 天権之部 落合惣図」『江戸名所図会』 2巻、有朋堂書店〈有朋堂文庫〉、1927年、582-583頁。NDLJP:1174144/296。